# Latijns-Amerikaanse muziek

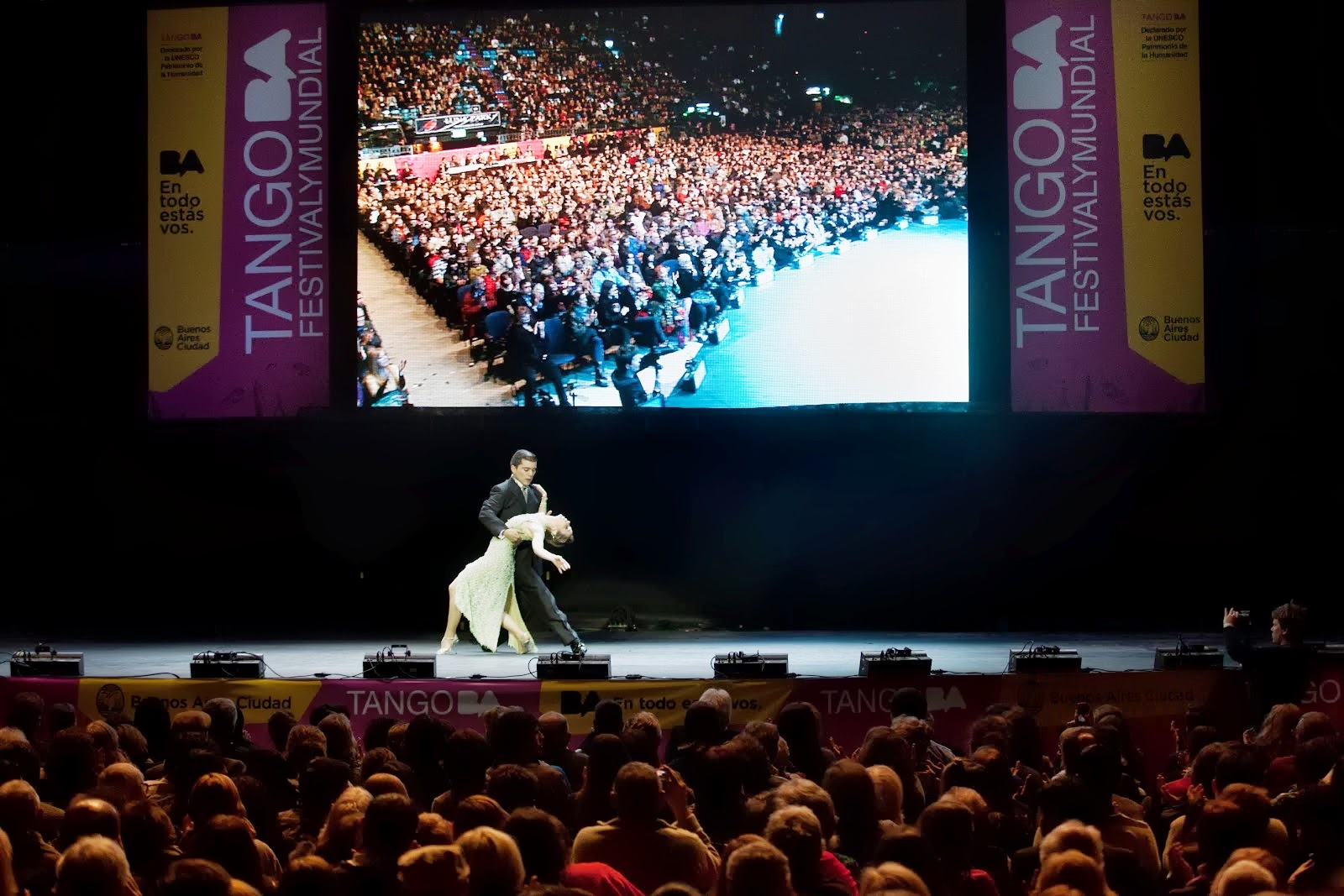
Ballroomtango

Latijns-Amerikaanse muziek is de muziek van alle landen in Latijns-Amerika (en de Caraïben). Vaak worden de verschillende muziekstijlen afkomstig uit de Latijns-Amerikaanse landen aangeduid met de overkoepelende term 'latin'. Latin beslaat een diverse verscheidenheid aan genres die als gemeenschappelijke factor het gebruik van Romaanse talen hebben, zoals de meest prominente taal Spaans, het Portugees in Brazilië en in mindere mate Creoolse talen.
De vermenging van Latijns-Amerikaanse muziek met popmuziek wordt latin pop genoemd en groeide in de jaren tachtig en negentig uit tot de populairste substijl.

## Genres
- Axé
- Bachata
- Bambuco
- Bolero
- Bossanova
- Choro
- Cumbia
- Kompa
- Latin jazz
- Latin rock
- Latin pop
- Merengue
- MPB
- Nuevo tango
- Reggaeton
- Rumba
- Salsa
- Samba
- Son
- Tango
- Vallenato